# Ostheim vor der Rhön
Ostheim vor der Rhön település Németországban, azon belül Bajorországban. Lakosainak száma 3358 fő (2023. december 31.). Ostheim vor der Rhön Stockheim és Mellrichstadt községekkel határos.

## Népesség
A település népessége az elmúlt években az alábbi módon változott:
| Lakosok száma | 3191 | 3819 | 3581 | 3407 | 3425 | 3388 | 3352 | 3319 | 3288 | 3358 |
|               | 1950 | 1975 | 1987 | 2012 | 2013 | 2015 | 2016 | 2019 | 2021 | 2023 |